# Oddone III (vescovo)
Oddone III o Ottone (... – 1098) fu vescovo di Asti tra il 1080 ed il 1098 e conte di Asti dal 1091 al 1095.
Filoimperiale e partigiano dell'antipapa Clemente III, salì alla sedia di Asti succedendo al vescovo Ingone, in un particolare momento della storia cittadina.

## I contrasti con Adelaide di Susa
La città da alcuni anni era in balia della contessa Adelaide di Susa che, protettrice interessata della Chiesa, cercò prepotentemente di impossessarsi del potere civile della città, imponendo il vescovo Ingone.
Oddone fu un avversario tenace della contessa,  e con l'aiuto degli astigiani e dell'imperatore Enrico IV lottò duramente contro di lei per reimpossessarsi dei terreni della diocesi di Asti.
In questo periodo le notizie sono molto scarse e frammentarie.
Bordone, ipotizza che il vescovo, Oddone, giunse fino al punto di attaccare il castello di Annone, baluardo arduinico in terra astigiana.
Nel 1089  le due parti giunsero ad una tregua in cui il vescovo cedendo i suoi territori più distanti (la contea di Bredulo), riottenne quelli limitrofi (l'abazia di San Dalmazzo, la pieve di Levadigi e la selva di Banale).
Ma nel 1091 la debole tregua cadde e la contessa incendiò per la seconda volta Asti (la prima era avvenuta nel 1070, al rifiuto da parte degli astigiani dell'imposizione del vescovo Ingone) e se ne impadronì, ma nello stesso anno morì senza lasciare successori diretti.

## La nomina a Vescovo-Conte
Il vescovo Oddone, a questo punto, beneficiando dei dissidi tra i discendenti di Adelaide, ottenne da Enrico IV, il formale riconoscimento della carica di Vescovo-Conte.
Ma la carica che sulla carta dava al vescovo ampi poteri sulla città era ormai solamente teorica.
Infatti, il vuoto di potere venutosi a creare nell'ultimo secolo, aveva fatto sì che si sviluppasse una nobiltà astigiana molto potente.
La stessa nobiltà che aveva aiutato il vescovo durante la lotta contro la contessa Adelaide pretendeva ora una larga autonomia municipale.
Infatti, nel 1095, i cives di Asti, rappresentati da dieci consoli, ricevettero  "in beneficio" il castello di Annone, fino allora di proprietà vescovile, a sancire la nascita della Repubblica di Asti.

## I diplomi imperiali
Tre furono i diplomi concessi da Enrico IV al vescovo Oddone:
- 25 aprile 1093, l'imperatore concedeva la chiesa ed il castello di Carassone
- 1093, l'imperatore concedeva alla Chiesa di Asti, metà del castello di Lavezzole, metà della selva di Blésia, la terza parte della corte di Lavezzole, la corte di Ceresole del Bosco e l'abazia di San Dalmazzo di Pedona
- 1094 circa, l'imperatore cedeva il comitato che era stato precedentemente della contessa Adelaide[2]